# La Chambre
La Chambre är en kommun i departementet Savoie i regionen Auvergne-Rhône-Alpes i sydöstra Frankrike. Kommunen ligger i kantonen La Chambre som tillhör arrondissementet Saint-Jean-de-Maurienne. År 2022 hade La Chambre 1 191 invånare.

## Befolkningsutveckling
Antalet invånare i kommunen La Chambre
| Referens: INSEE |